# Trest smrti ve Venezuele
Trest smrti ve Venezuele byl za všechny zločiny zakázán již ústavou z roku 1864, což řadí Venezuelu mezi všemi státy na první místo. Předběhlo ji pouze San Marino, které zrušilo trest smrti již v roce 1848, ale pouze za běžné zločiny. Zcela jej San Marino zrušilo až v roce 1865. V roce 1877 trest smrti zrušila také Kostarika. Venezuela se tak řadí mezi jediné tři země, které trest smrti zrušily ještě v 19. století.

## Historie
Během koloniální éry byl trest smrti ve Venezuele používaný často a podle práva Španělského impéria. José María España byl popraven za pokus o převrat vedoucí k nezávislosti země, ke kterému došlo v roce 1797. Když se v roce 1799 vrátil do Venezuely, byl 6. května 1799 královským soudem odsouzen k trestu smrti. Dne 8. května 1799 byl mučen, oběšen, sťat a rozčtvrcen na Plaza Mayor (nynější Plaza Bolívar) v Caracasu.
Dne 3. dubna 1849, kdy ve Venezuele vládl José Tadeo Monagas jako diktátor, byl vyhlášen zákon, který zakazoval trest smrti pro politické vězně. Dne 19. dubna 1863 vyhlásil prezident José Antonio Paéz první trestní zákoník v historii Venezuely, který rušil trest smrti za téměř všechny zločiny a zachoval jej pouze v případě otcovraždy. Tento zákon nabyl ústavního charakteru. Na konci federální války rozšířila nová ústava z roku 1864 zákaz trestu smrti na všechny zločiny.